# Takahiro Endo
Takahiro Endo (født 7. juli 1968) er en tidligere japansk fodboldspiller.
Han har spillet for flere forskellige klubber i sin karriere, herunder Avispa Fukuoka.